# Jean-Pierre Blais

Bischofswappen von Jean-Pierre Blais

Jean-Pierre Blais (* 21. Mai 1949 in Saint-Anselme) ist ein kanadischer römisch-katholischer Geistlicher und emeritierter Bischof von Baie-Comeau. 

## Leben
Der Weihbischof in Québec, Laurent Noël, spendete ihm am 11. Mai 1974 das Sakrament der Priesterweihe. Blais studierte zudem Erziehungswissenschaften an der Universität in Laval und leitete später das katechetische Amt im Erzbistum Québec.
Papst Johannes Paul II. ernannte ihn am 3. November 1994 zum Weihbischof in Québec und zum Titularbischof von Tinum. Die Bischofsweihe spendete ihm der Erzbischof von Québec, Maurice Couture RSV, am 6. Januar des nächsten Jahres; Mitkonsekratoren waren die Weihbischöfe in Québec Jean-Paul Labrie und Marc Leclerc.
Am 12. Dezember 2008 ernannte ihn Papst Benedikt XVI. zum Bischof von Baie-Comeau. Die Amtseinführung fand am 11. März des nächsten Jahres statt. In der Kanadischen Bischofskonferenz gehörte Blais dem Eingeborenenrat an.
Papst Franziskus nahm am 18. Februar 2025 seinen altersbedingten Rücktritt an.